# جوناثان بيريز (موسيقي)
جوناثان بيريز (بالإسبانية: Jonathan Pérez)‏ هو موسيقي تشيلي ونرويجي، ولد في 1 مايو 1979 في كوينتيرو في تشيلي.

## وصلات خارجية
- جوناثان بيريز على موقع ميوزك برينز (الإنجليزية)
- جوناثان بيريز على موقع ديسكوغز (الإنجليزية)